# 小行星2826
小行星2826（2826 Ahti）是一颗绕太阳运转的小行星，为主小行星带小行星。该小行星于1939年10月18日发现。
該小行星以芬蘭神話的水神阿赫蒂命名。

## 轨道参数
小行星2826的轨道半长轴为3.2265014 UA，离心率为0.044。